# Gigabyte Technology
Gigabyte Technology er en taiwansk producent af computerhardware. Gigabyte's primære produkt er motherboards og de solgte 4,8 mio. stk. i 1. kvartal 2015. De producerer også grafikkort og bærbare computere. Gigabyte er børsnoteret på Taiwan Stock Exchange og blev etableret i 1986.

## referencer
1. ↑  Navnet er anført på engelsk og stammer fra Wikidata hvor navnet endnu ikke findes på dansk.
2. ↑  "GIGABYTE Passes ASUS, Becomes the Leading Motherboard Vendor". TweakTown.
3. ↑  McCauley, William (2021-09-30). "GigaByte Laptops Brand Rating 2021". LaptopWorld (amerikansk engelsk). Arkiveret fra originalen 2. oktober 2022. Hentet 2021-11-02.
4. ↑  Shen, Rico (2008-05-22), 2008 Taiwan Excellence Awards: Dandy Pei-cheng Yeh, Founder and Chairman of Gigabyte Technology., hentet 2021-04-23
5. ↑  "Pei-Chen Yeh: Executive Profile". Bloomberg Business Week. Hentet 31. december 2011.